# Fernando Brandán
Fernando Daniel Brandán (Mendoza, 27 marzo 1990) è un calciatore argentino, centrocampista del Temperley.

## Carriera
Dopo aver giocato per club di livello medio-piccolo, Fernando Brandán passa in Australia, al Melbourne City nel 2016. Il 30 novembre 2016 conquista il primo titolo nella storia della società, la FFA Cup, la coppa nazionale istituita da pochi anni, battendo in finale il Sydney FC con una rete del compagno Tim Cahill.

## Statistiche

### Presenze e reti nei club
Statistiche parziali aggiornate al 31 dicembre 2024.
| Stagione        | Squadra           | Campionato      | Campionato | Campionato | Coppe nazionali | Coppe nazionali | Coppe nazionali | Coppe continentali | Coppe continentali | Coppe continentali | Altre coppe | Altre coppe | Altre coppe | Totale | Totale |
| Stagione        | Squadra           | Comp            | Pres       | Reti       | Comp            | Pres            | Reti            | Comp               | Pres               | Reti               | Comp        | Pres        | Reti        | Pres   | Reti   |
| --------------- | ----------------- | --------------- | ---------- | ---------- | --------------- | --------------- | --------------- | ------------------ | ------------------ | ------------------ | ----------- | ----------- | ----------- | ------ | ------ |
| 2024            | Chacarita Juniors | PB              | 28         | 4          | CA              | 2               | 0               |                    | -                  | -                  |             | -           | -           | 30     | 4      |
| Totale carriera | Totale carriera   | Totale carriera | 28         | 4          |                 | 2               | 0               |                    | -                  | -                  |             | -           | -           | 30     | 4      |